# 馬魯西亞
50°36′36″N 25°0′49″E / 50.61000°N 25.01361°E
馬魯西亞（烏克蘭語：Маруся），是烏克蘭的村落，位於該國西部沃倫州，由盧茨克區負責管轄，面積2.38平方公里，海拔高度229米，人口密度每平方公里7.98人。